# Albert Blesteau
Œuvres principales
- Toupet
- Wofi
- Benoît Brisefer (une histoire)

Albert Blesteau, né le 8 juin 1950 à Rennes (Ille-et-Vilaine, France), est un dessinateur de bande dessinée français, principalement connu pour les séries Wofi et Toupet, avec Christian Godard au scénario, ainsi que pour avoir dessiné une histoire de Benoît Brisefer de Peyo.

## Biographie
Né le 8 juin 1950, Albert Blesteau travaille d'abord de 1966 à 1976 comme décorateur. Sa passion pour la bande dessinée va le pousser à montrer ses dessins à Jean-Claude Fournier alors auteur de la série Spirou et Fantasio qui le pousse à continuer et le fait intégrer le studio de Peyo. Chez Peyo, il collabore à la série vedette de l'auteur, Les Schtroumpfs, avant de reprendre en 1977 la série Benoît Brisefer pour une seule histoire intitulée Le Fétiche. En 1979, il crée la série Wofi pour le journal Spirou. Il retourne en Bretagne en 1982, dans le même temps Wofi se développe et connaît plusieurs grandes histoires humoristiques. Cinq ans plus tard, il reprend la série Toupet de Christian Godard, une série créée en 1965 par le scénariste le temps d'une histoire. Pour l'occasion, il utilise un style graphique rond. La série est publiée régulièrement dans Spirou jusqu'en 2004 et le no 3445.

## Œuvres
Œuvres 

### Comme auteur
- Wofi, Dupuis

1. Fable et attrapes, 1981.
2. L'Escadrille des becs-jaunes, 1982.
3. Le Clan des Dix-Doigts, 1989, éd. MC Productions.
4. On va s’éclater !, 2011, éd. La Vache qui médite.

### Comme dessinateur
- Benoît Brisefer, scénario de Peyo, Dupuis

1. Le Fétiche, 1978 (septième album)

- Toupet, scénario de Christian Godard, Dupuis

1. Toupet frappe toujours deux fois, 1989
2. Toupet casse la baraque, 1989
3. Toupet crève l'écran, 1990
4. Toupet pulvérise l'obstacle, 1992
5. Toupet attaque à l'aube, 1993
6. Toupet fait sauter les plombs, 1994
7. Toupet terrasse l'adversaire, 1995
8. Toupet brise les cœurs, 1996
9. Toupet fait tout sauter, 1997
10. Toupet martyrise les tympans, 1998
11. Toupet ébranle le système, 1999
12. Toupet brûle d'impatience, 2000
13. Toupet déclenche une tornade, 2001
14. Toupet sabote l'autorité, 2002
15. Toupet cravache sa monture, 2003
16. Toupet massacre la partition, 2004
17. Toupet en prend pour perpète, 2005
18. Strike à mort, 2007

### Comme scénariste
- Boule et Bill, dessinateur Jean Roba, Institut de l'Entreprise

1. L'Entreprise de Boule et Bill en Europe, 1991 (H.S. publicitaire)

### Ouvrages
- Patrick Gaumer, Dictionnaire mondial de la bande dessinée, Tours, Larousse, janvier 2001, 880 p. (ISBN 2-03-505 162-2)